# Ramadhon
Ramadhon is een bestuurslaag in het regentschap Bangka Tengah van de provincie Bangka-Belitung, Indonesië. Ramadhon telt 1756 inwoners (volkstelling 2010).